# Škofija Marquette
Škofija Marquette je rimskokatoliška škofija v mestu Marquette v ameriški zvezni državi Michigan. Je sufraganska škofija Nadškofije Detroit. Obsega ves Zgornji Michiganski polotok, področje 42.152 kvadratnih kilometrov. Upravno je razdeljena na 74 župnij. Po podatkih iz leta 2004 živi na njenem ozemlju 317.616 ljudi, od katerih je 68.360 katoličanov, kar znese 21,5 %.

## Zgodovina
Škofija je bila izvorno ustanovljena kot Apostolski vikariat Zgornjega Michigana 29. julija 1853, z odcepitvijo od Škofije Detroit. Vikariat je bil nato 9. januarja 1857 povzdignjen v status škofije kot Škofija Sault Sainte Marie. 1865/66 je bil škofovski sedež prenesen v mesto Marquette, ime škofije se je s tem spremenilo v Škofijo Sault Sainte Marie-Marquette, od 1937 pa je ime le še Marquette. Škofija Sault Sainte Marie ima danes status naslovnega sedeža.

## Škofje
Škofijski sedež, kjer deluje škof ordinarij, se danes nahaja v stolnici sv. Petra v Marquettu. Do sedaj so škofijo vodili naslednji škofje:
1. Friderik Baraga (29. julij 1853 – 19. januar 1868)
2. Ignacij Mrak (25. september 1868 – 28. april 1879)
3. Janez Vertin (16. maj 1879 – 26. februar 1899)
4. Frederick Eis (7. junij 1899 – 8. julij 1922)
5. Paul Joseph Nussbaum (14. november 1922 – 24. junij 1935)
6. Joseph Casimir Plagens (16. november 1935 – 16. december 1940), imenovan za škofa Grand Rapidsa
7. Francis Joseph Magner (21. december 1940 – 13. junij 1947)
8. Thomas Lawrence Noa (25. avgust 1947 – 5. januar 1968)
9. Charles Alexander K. Salatka (10. januar 1968 – 11. oktober 1977), imenovan za nadškofa Oklahome Cityja
10. Mark Francis Schmitt (21. marec 1978 – 6. oktober 1992)
11. James Henry Garland (6. oktober 1992 – 13. december 2005)
12. Alexander King Sample (13. december 2005 – 29. januar 2013)
13. John Francis Doerfler (11. februar 2014 –)

## Statistika
- Baraga: V škofiji je postavil 3 cerkve in 2 duhovnika. Zapustil je 15 duhovnikov, 21 cerkva, 16 oskrbovališč, 4 verske ustanove
- Mrak: Zapustil je 20 duhovnikov, 27 cerkva, 3 dobrodelne ustanove, 3 akademije, 20.000 prebivalcev
- Vertin: Zapustil je 62 duhovnikov, 56 cerkva s pastorji, 24 misijonskih cerkva, 64 oskrbovališč, 3 kapele, 1 akademijo, 20 župnijskih šol z 5440 učenci, 1 sirotišnico, 4 bolnišnice, 60.000 prebivalcev
- Današnje stanje: 85 duhovnikov, 67 cerkva s pastorji, 37 misijonskih cerkva, 23 kapel, 104 oskrbovališča, 1 akademija, 24 župnijskih šol z 6650 učenci, 1 sirotišnica, 4 bolnišnice, 95.000 prebivalcev